# Parafia św. Wawrzyńca w Dobrzejewicach
Parafia Świętego Wawrzyńca w Dobrzejewicach – parafia rzymskokatolicka, znajdująca się w diecezji włocławskiej, w dekanacie lubickim.

## Duszpasterze
- proboszcz: ks. Karol Łazik (od 2024)[2]
- wikariusz: ks. Przemysław Strzelczyk (od 2025)

## Kościoły
- kościół parafialny: Kościół św. Wawrzyńca w Dobrzejewicach